# الدنمارك ضد السويد (تصفيات بطولة أمم أوروبا 2008)
حدث الهجوم الجماهيري في مباراة تصفيات كأس الأمم الأوروبية 2008 بين منتخبي السويد والدنمارك لكرة القدم على ملعب باركن في كوبنهاغن يوم 2 يونيو 2007. حيث قام مشجع دنماركي بالجري داخل الملعب وهجم على الحكم هيربيرت فاندل، بعد ذلك قرر الحكم منح السويد ركلة جزاء في الدقيقة 89 من المباراة وطرد لاعب خط الوسط الدنماركي كريستيان بولسن لتوجيهه لكمة للمهاجم السويدي ماركوس روزنبيرغ في المعدة.
وقد تم ايقاف المباراة، وفي 8 يونيو 2007 فتح الاتحاد الأوروبي لكرة القدم تحقيقا ومنح السويد الفوز بالمباراة 3–0 وأوقف بولسن لثلاث مباريات متتالية. فيما وجه عقوبات متعلقة بمباريات الدنمارك الدولية. وقد استئنف الاتحاد الدنماركي لكرة القدم هذا القرار. وقد ألزم الاتحاد الدنماركي بدفع غرامة مالية قدرها 100,000 فرنك سويسري حتى تم تقليص الغرامة إلى 50,000 فرنك سويسري واضطرت لخوض مباراتين في مكان يبعد 140 كيلومتر (87 ميل) عن كوبنهاغن.
تعد هذه هي المرة الأولى التي يتواجه فيها منتخبي السويد والدنمارك في مباراة تأهيلية لبطولة أوروبية، وأول مرة يتم ايقاف مباراة تأهيلية لبطولة أوروبية بسبب تدخل جماهيري.

## تفاصيل المباراة (قبل الإيقاف)

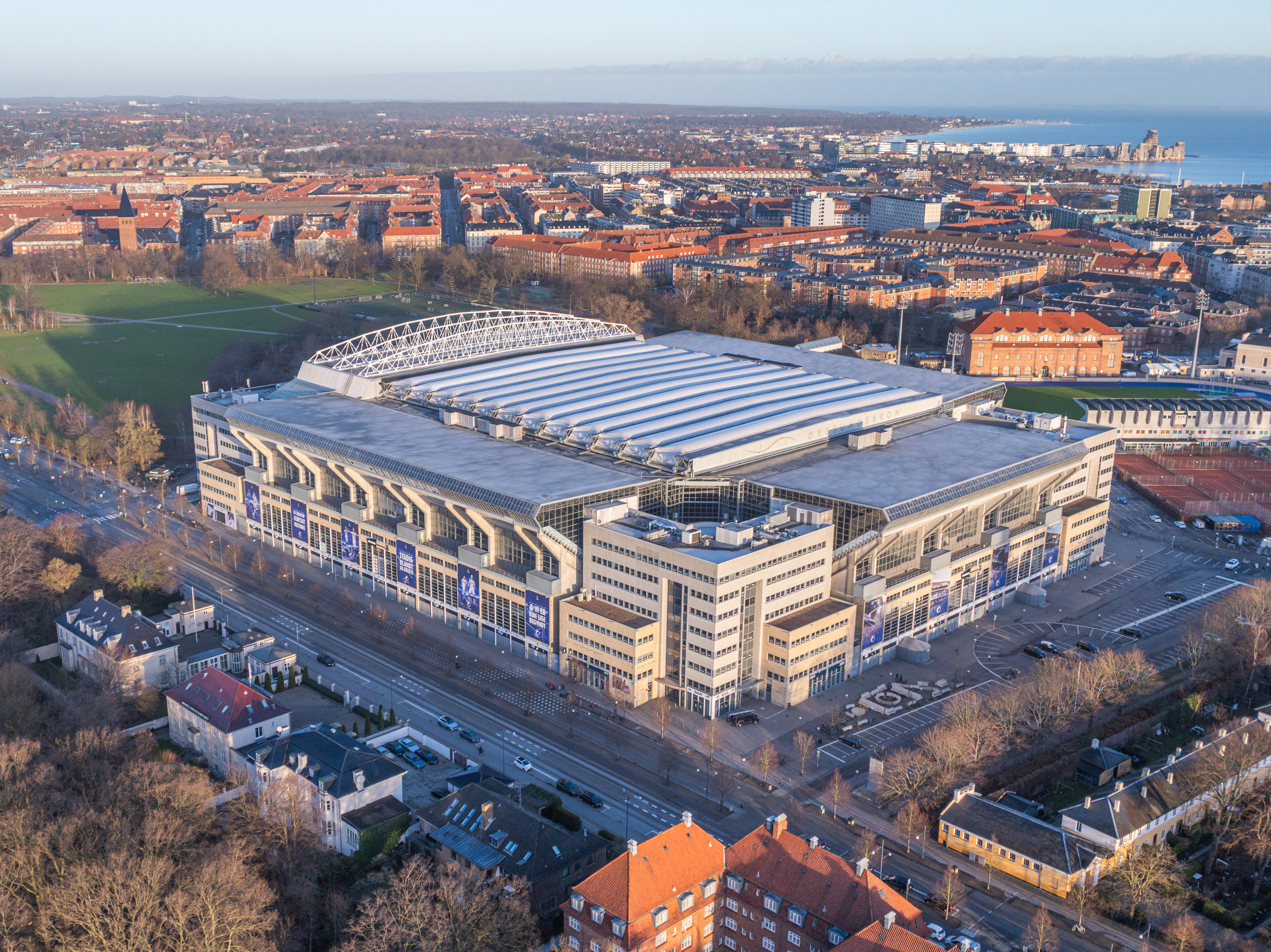
ملعب باركن، كوبنهاجن، الدنمارك

كانت السويد متقدمة 3–0 بعد 26 دقيقة من مباراة المجموعة السادسة لكن الدنمارك عادت وسجلت ثلاثة أهداف لصبح النتيجة 3–3.
| الدنمارك                              | 3 – 3 | السويد                       |
| ------------------------------------- | ----- | ---------------------------- |
| آغر 34' · توماسون 62' · أندرياسين 75' |       | إلماندر 7'، 26' · هانسون 23' |